# Ferdinand Stegmayer
Josef Ferdinand Stegmayer (* 25. August 1803 in Wien; † 6. Mai 1863 ebenda) war ein österreichischer Kapellmeister und Komponist.

## Leben
Stegmayer stammte aus der Künstlerfamilie Stegmayer, nach der die Stegmayerstraße in Wien-Meidling benannt ist. Er war Sohn des Musikers und Verlegers Matthäus Stegmayer. Bereits als Kinder hatte er Rollen am Wiener Burgtheater und Kärntnertortheater inne. Er zeigte früh ein musikalisches Talent. Nach erster Förderung im elterlichen Haus erhielt er seine musikalische Ausbildung unter anderem bei Adalbert Gyrowetz, Joseph Triebensee, Philipp Jakob Riotte und Ignaz von Seyfried. Um 1817 wurde er Korrepetitor am Linzer Theater, bevor er 1820 als solcher ans Kärntnertortheater zurück nach Wien wechselte.
Stegmayer kam 1825 als Musikdirektor an das Königstädter Theater nach Berlin. 1830 war er kurzzeitig mit einer Operngruppe in Paris, bevor er nach seiner Rückkehr 1831 als Theaterkapellmeister in Leipzig und in selber Stellung ab 1839 in Bremen tätig wurde. 1840 kam er als Musikmeister zu einer Fürstin Narischkin nach Odessa, konzertierte in Russland und im Frühjahr 1843, nach einem Parisaufenthalt, ging er als 2. Kapellmeister hinter František Škroup ans Ständetheater nach Prag, bevor er 1845 als Opernkapellmeister zurück nach Leipzig ging.
Stegmayer kehrte 1848 in seine Heimat zurück. Er war in Wien zunächst Gesangs- und Musiklehrer, bevor er 1849 Operndirigenten am Theater in der Josefstadt wurde. Von 1849 bis 1856 wirkte er als Chormeister des Wiener Männergesang-Vereins, wobei er von Felix Mendelssohn Bartholdy Antigone und Oedipos aufführen ließ. Außerdem wirkte er weiter als Gesangs- und Musiklehrer und unterrichtete 1853 und 1854 dramatischen Gesang und Männergesang und von 1853 bis 1857 Chorgesang am Conservatorium der Gesellschaft der Musikfreunde des österreichischen Kaiserstaates.
Stegmayer war mit August Schmidt 1858 treibende Kraft zur Gründung der Wiener Singakademie. Dieser stand er als Chorleiter bis zu seinem Tod vor. Sein Nachfolger wurde Johannes Brahms. Allerdings konnte diese Stellung nicht seinen Lebensunterhalt decken, weshalb er zusätzlich als Professor an der Normalschule zu St. Anna unterrichtet sowie als Kapellmeister 1859 und 1860 unter Karl Anton Eckert an der Wiener Hofoper sowie 1860 und 1861 am Carltheater tätig war.
Der Schriftsteller Carl Stegmayer war sein Bruder.

## Werke (Auswahl)
Das Œuvre Stegmayers ist breit gefächert und umfasst Kammermusik; Klavierstücke; Tanzmusik; Lieder, aber auch beispielsweise Messen.
- Polder, der Scharfrichter von Amsterdam, Uraufführung in Berlin 1829.
- Ariette und Chor: gesungen von Herrn Spitzeder in der Oper Die Italiänerinn in Algier, Lischke, Berlin 1830.
- Ruf zur Freude. Walzer für Pianoforte, Kistner, Leipzig 1834.
- Sechs Gesänge: für eine Singstimme mit Begleitung des Pianoforte. Gedichte von Georg Keil, Kistner, Leipzig 1837.
- 12 deutsche Tänze für den Apollosaal, o. J.